# Niels Christian Eigtved
Niels Christian Eigtved (født 17. marts 1936 på Frederiksberg, død 26. marts 2025 på Østerbro) var en dansk fhv. officer, slotsforvalter og kammerherre.
Han er søn af kontorchef, cand.jur. Cai Eigtved (død 1963) og hustru Inger f. Rothe (død 1995), blev student fra Frederiksberg Gymnasium 1954 og gennemførte Hærens Officersskole 1955-57, var til tjeneste ved Den Kongelige Livgarde 1957-68, gennemførte et generalstabskursus ved Forsvarsakademiet 1968-70, var dernæst i tjeneste ved Jyske Divisionskommando 1970-75, ved Kongens Jyske Fodregiment 1975-78, ved Den Kongelige Livgarde 1978-81 og 1983-86 og ved Forsvarskommandoen 1981-83. Eigtved blev 1986 oberst og chef for Prinsens Livregiment og Militærregion II i Viborg, hvor han var til 1989, og slutteligt chef for Den Kongelige Livgarde og 1. Sjællandske Kampgruppe 1990-96.
1996 blev Eigtved slotsforvalter på Fredensborg Slot og blev i 2006 pensioneret. Hans efterfølger blev John Kidde-Hansen.
Han var direkte efterkommer efter arkitekt og hofbygmester Nicolai Eigtved.

## Ordener og dekorationer
- Kommandør af Dannebrogordenen (1993)
- Dannebrogordenens Hæderstegn (1996)
- Erindringsmedaillen i anledning af Hendes Majestæt Dronning Margrethe II's 25 års regeringsjubilæum
- Hæderstegnet for god tjeneste ved hæren
- Reserveofficersforeningen i Danmarks hæderstegn
- Adolph af Nassaus civile og militære Fortjenstorden
- Den Hellige Skats Orden (Zui ho sho)
- Den islandske Falkeorden
- Finlands Løves Orden
- Forbundsrepublikken Tysklands Fortjenstorden
- Fortjenstordenen (Portugal) (Benemerência)
- Fortjenstordenen (Italien)
- Kgl. Norske Fortjenstorden
- Kroneordenen
- Den Nationale Fortjenstorden (Frankrig)
- Storfyrst Gediminas' Orden
- Uafhængighedsordenen
- Ærestegn for Fortjenester (Østrig)